# 初情スプリンクル
『初情スプリンクル』（はつじょうスプリンクル）は、Whirlpoolより2017年7月28日に発売されたPC用アダルト美少女ゲーム。2018年11月22日にGNソフトウェア（PIACCI）よりPlayStation 4、PlayStation Vita版が発売された。

## 概要
Whirlpool第15作目のパソコン用アダルト美少女ゲームソフトである。攻略対象キャラクターは4人。
本作品の企画が立ち上がったのは2016年の序盤。
本作のシナリオは近江谷曰く、大きな物語を追うものではなく、「ヒロインを表現する」。
「ヒロインの話を丁寧に描く」という部分に重点を置いて作成がなされている。
またWhirlpool初の壁紙キャンペーンをTwitterにて実施する（2017年6月2日18:00より）。
各キャラクターのラーメン推しは、Whirlpoolゆかりの人物（こもわた遙華他）がラーメン好きであったこと等、Whirlpool自体がラーメンと縁が深いという事情があった。
そのためライターの近江谷がその意志を汲み取った結果、謎のラーメン推しヒロインが誕生した。

## あらすじ
主人公の神島宗太は、並外れた性欲と行動力を持っている聖礼学園の二年生である。
これが原因で女子生徒からは距離を置かれているが、挫けずエロエロな学園生活を夢見る日々を送っていた。
そんなある日宗太はエロいことしか考えられない状態になってしまい、街ゆく人たちのおっぱいを揉みしだきたくなる衝動にかられ人生最大のピンチを迎えていた。
そんな宗太の前に現れた美少女、もとい冥堂羽月は自分が魔族の遺伝子を持っている魔女であることと、主人公も魔族として目覚めたということを告げた。そしてその魔法は催淫の魔法であった。
この能力の目覚めは冥堂一族から盗まれてしまった秘宝によって強制的に発現したもので、その秘宝を取り戻すため宗太は助太刀を求められることに。
こうして、尋常ではない事件に巻き込まれてしまった主人公。催淫魔法から解放される日は果たして来るのだろうか。

## 登場人物

### メインキャラクター
神島 宗太（かみしま そうた）
声 - なし
本作の主人公で、聖礼学園の2年生。ラーメン同好会と弁論部を掛け持ちしている。
正義感があるナイスガイだが基本的にはスケベで行動的。
「色欲」の魔法に覚醒してしまい、より性欲に悩まされることになる。
好きなラーメンは背脂系。
冥堂 羽月（めいどう はづき）
声 - 奏雨 
「高慢」に属する魔女かつ冥堂家の次期当主。根は素直で純粋。
ずけずけ物を言うこともあるが、ドジっ子で憎めないところもある。
ラーメンは体に悪いから嫌いと言いつつも、家系ラーメン的なとんこつ醤油ベースものが好き。
花房 小春（はなぶさ こはる）
声 - 花園めい
聖礼学園の生徒会長かつ宗太の幼なじみ。
宗太とは小さい頃から仲がよく、最近は彼を甘やかしたくてしょうがない。
ラーメンは中華そばが好き。
日向 みお（ひなた みお）
声 - 要しおり
宗太のクラスメイトで、若干痛い面のある宗太にも普通に接してくれる。陸上部に所属しており活躍を見せる。
魔法少女アニメが大好きだが、幼稚さを気にしているため、公にはしていない。
ラーメンはハコダテ一番が好き。
百々咲 雫（ももさき しずく）
声 - 花澤さくら
聖礼学園の1年生で、ラーメン同好会兼弁論部の代表を務めている。口下手だが、堂々とした性格をしている。
魔女や魔法と騒いでいる一同にややあきれている面がある。
なお、変身後のケモミミ銀髪姿は水鏡まみずの案が採択されている。
ラーメンは塩ラーメンが好き。
杭杉田 華世（くいすぎた はなよ）
飲食業界を牽引する『KUITAs（クイタス）』グループの令嬢で、『暴食』を司る魔女。
本人曰く「羽月さんの唯一のお友達」で、羽月を助けるために聖礼学園に転入してきた。
Whirlpoolスタッフ日誌にて連載された公式SSに登場したキャラの為、声はないがキャラCGは存在している。

### サブキャラクター
刑部 奏（おさかべ かなで）
声 - 白月かなめ
宗太の遠い親戚で、学園への入学を機に宗太の家に居候している。学園では生徒会副会長を務めており、会長の小春と行動を共にすることが多い。中性的な容姿が特徴で、女性たちから過保護にされることに不満を持っている。
花房 早希（はなぶさ さき）
声 - 卯衣
小春の姉である芸術家。放浪の旅から帰ってきた後、聖礼学園の臨時講師となった。ペットのカメをポケットに入れている。
金峰 清俊（かねみね せいしゅん）
声 - 佃左泥
主人公のクラスメートである。寺の跡継ぎ息子で、和尚とあだ名されているほか、親が決めたいいなずけがいる。常に何か悟りきったような態度をとる。

## 用語
誘淫（ポルノスイッチ）
宗太が覚醒してしまった魔法で、発動すると女性をはしたない気分にさせてしまう。
影響力や効果範囲は、彼のテンション次第でばらつきが出る。
彼の性衝動を引き金に自動的に発動するため、制御出来ないのが欠点。
剣の姫（ソードマスター）
羽月の使う魔法で、物質支配と『斬』属性を付与する付与術（エンチャント）。
紐だろうが水だろうが触れるもの全てを、刃として扱うことができる。
伝説級の魔法で汎用性も高いが、本人は取り扱いに難儀している。
餓鬼玉（ムサボール）
華世が使う相手に飢餓感を与える魔法。これだけなら大した事はないが、彼女が
発動前に頭に浮かべた食べ物を食べない限り、空腹感に苛まれ続ける。
羽月曰く「魔法ってか陰湿な呪い」である為に、対処法がほとんどない。

## スタッフ
- 原画 - 水鏡まみず
- SD原画 - れとまクロ
- シナリオ - 近江谷宥
- OPムービー - 癸乙夜(Mju:Z)

## 主題歌
オープニングテーマ「magic drive!」
歌 - 大島はるな / 作詞 - 天ヶ咲麗 作曲・編曲 - 橋咲透
エンディングテーマ「sprinkle of magic」
歌 - 薬師るり / 作詞・作曲 - 薬師るり 編曲 - 根本克則

## 反響

### 売り上げ
Getchu.comの月間セールスランキングで6位、Getchu.comの年間セールスランキングで27位を獲得した。
FANZA GAMESの2018年年間セールスランキングで77位
を獲得した。
PlayStation Vita版は2018年11月19日～25日の累計販売数が873本である。